# Maria da Gótia
Maria da Gótia foi uma imperatriz-consorte de Trebizonda, primeira esposa de David de Trebizonda, em meados do século XV.

## Família
Maria era filha de Aleixo I de Teodoro, governante do Principado de Teodoro na Crimeia. Teodoro era conhecido como "Gótia" no Império Bizantino por que seu território antes pertencia aos godos da Crimeia, que foram helenizados pelos bizantinos. A família dela era a dos Gabras, de ascendência armênia.
Aleixo era filho de Estêvão de Teodoro, que emigrou para a Moscóvia em 1391 ou 1402 com seu filho Gregório. Seu patronímico sugere que ele pode ter sido filho de Basílio de Teodoro.
Na obra, "The Goths in the Crimea" (1936), de Alexander Vasiliev, apresentou a teoria de que Demétrio e seus sucessores eram descendentes de Constantino Gabras, o duque (doux) de Trebizonda no início do século XII. Segundo ele, Constantino seria um sobrinho de Teodoro Gabras, o duque de Trebizonda do século XI mencionado na "Alexíada" de Ana Comnena. Porém, a relação exata entre eles é incerta; Constantino pode ser um irmão mais novo ou mesmo um filho de Teodoro.
Maria embarcou da Gótia e casou-se com David em setembro de 1426 em Trebizonda. Um relato do historiador Teodoro Spandounes, de 1538, chamou a esposa de David de Helena Cantacuzena, esposa de Irene Cantacuzena. Spandounes acrescenta que Helena recebeu uma visita de seu irmão, Jorge, em Trebizonda, em algum momento depois de 1437, o que implica que Maria poderia já estar falecida na época. Por outro lado, com base num epitáfio composto por João Eugênico para o sobrinho dela, Aleixo, que morrera em Trebizonda, pode-se inferir que o irmão de Maria e o sobrinho dela, Aleixo, ainda viviam em Trebizonda em 1447. É improvável que eles tenham permanecido lá se ela já tivesse morrido e o genro, casado de novo.
Os filhos Davi tem sido atribuídos a Maria ou a Helena nas fontes. Entre eles estão Basílio, Manuel e Jorge Comneno, príncipes decapitados por ordem do sultão otomano Maomé II em 1463. A irmã deles, Ana, casou primeiro com Maomé Zagã Paxá, beilerbei da Macedônia, e, depois, com Sinã Begue, filho de Ilvã Begue. Outra suposta filha teria se casado com Mamia II, príncipe de Gúria. Cyril Toumanoff acredita numa terceira filha, esposa de Constantino Mourousis.